# Chinedu Obasi
Chinedu Obasi Ogbuke (* 1. červen 1986, Enugu), známý také jako Edu, je nigerijský fotbalový útočník momentálně působící v německém týmu FC Schalke 04.

## Klubová kariéra
Edu začal s fotbalem v nigerijském klubu River Lane Youth Club Enugu. Poté prošel několika mládežnickými celky, než se dostal do rezervy norského týmu FC Lyn Oslo. V něm také v roce 2005 započal profesionální kariéru a za dvě sezony nastoupil k 29 zápasům, ve kterých vstřelil 14 branek. V roce 2007 se stěhoval do Německa, konkrétně do druholigového týmu TSG 1899 Hoffenheim. Po sezoně tým postoupil do první Bundesligy a Edu se stal oporou týmu. Dodnes v týmu nastoupil k 51 zápasům, ve kterých dal 18 branek.
V roce 2006 měl přestoupit do ruského klubu Lokomotiv Moskva, z přestupu však sešlo, protože vedení klubu bylo šest dní po příchodu hráče propuštěno.

## Úspěchy
Kromě zmíněného postupu do nejvyšší německé soutěže se Edu stal hráčem norské ligy za měsíc srpen 2006. Ten samý rok byl také vyhlášen juniorem roku. Má stříbrné medaile z mistrovství světa do sedmnácti a dvaceti let. Je také členem týmu do 23 let, který na olympiádě v Pekingu 2008 získal stříbrné medaile.